# Alliance (Alberta)
Pour les articles homonymes, voir Alliance.
Alliance est un village (village) du Comté de Flagstaff, situé dans la province canadienne d'Alberta.

## Démographie
En tant que localité désignée dans le recensement de 2011, Alliance a une population de 174 habitants dans 82 de ses 103 logements, soit une variation de 10.1% avec la population de 2006. Avec une superficie de 0,644 1 km2, village possède une densité de population de 270,144 4 hab/km2 en 2011.
Concernant le recensement de 2006, Alliance abritait 158 habitants dans 79 de ses 89 logements. Avec une superficie de 0,644 1 km2, village possédait une densité de population de 245,3 hab/km2 en 2006.
| 2001 | 2006 | 2011 | 2016 |
| ---- | ---- | ---- | ---- |
| 171  | 158  | 174  | 154  |